# Linde am Geilesberg

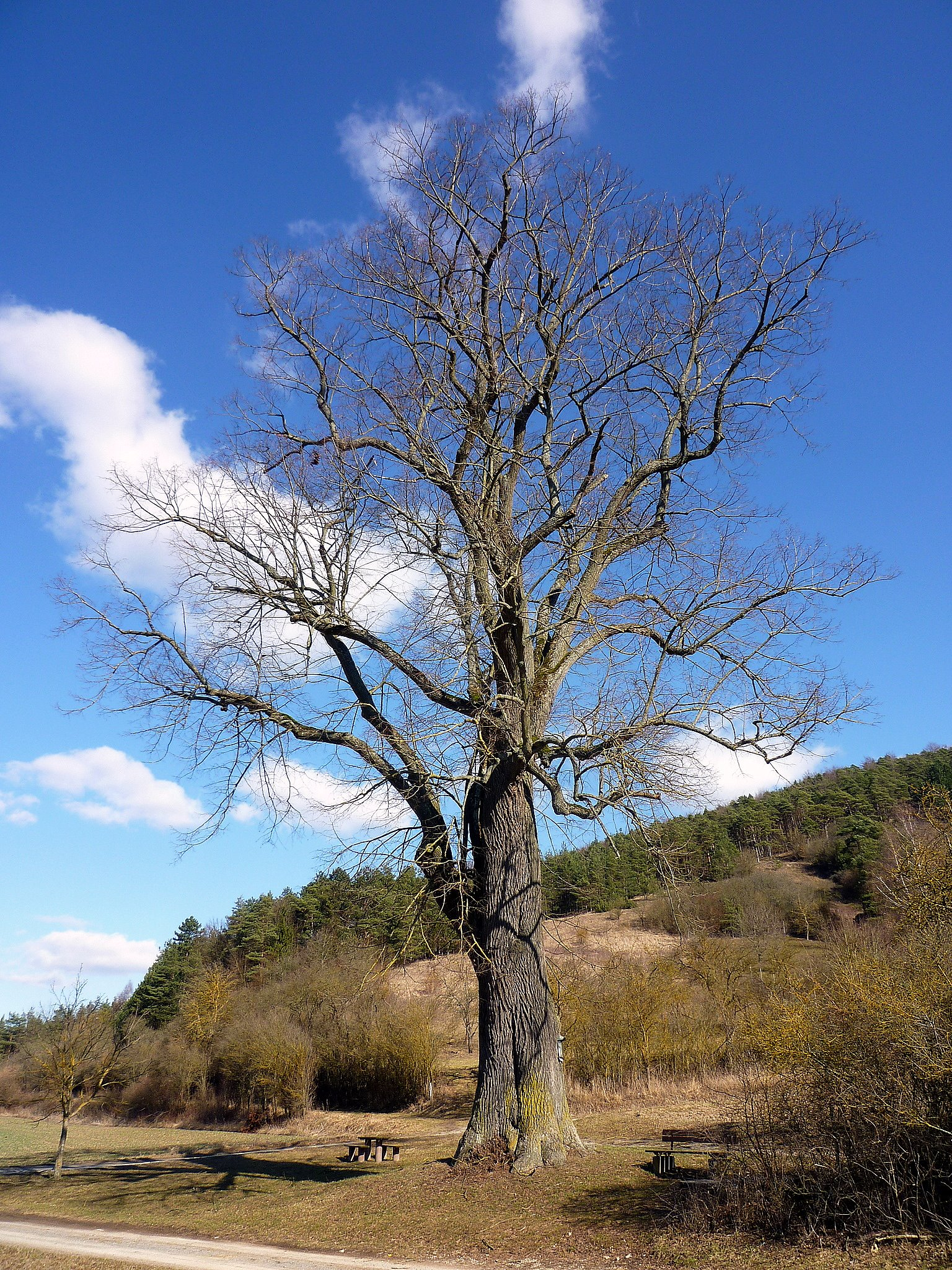
Ansicht von Westen

Die Linde am Geißlesberg steht etwa zwei Kilometer nördlich von Hammelburg im Landkreis Bad Kissingen in der bayerischen Rhön und ist ein Naturdenkmal. Etwa 70 Meter westlich führt die Fahrstraße von Hammelburg zum Ortsteil Seeshof vorbei. Die Sommer-Linde (Tilia platyphyllos) steht etwa auf 215 Meter über Normalnull auf einer kleinen geneigten Wiese zwischen zwei Feldwegen im engen Tal des Rechbachs.

## Beschreibung

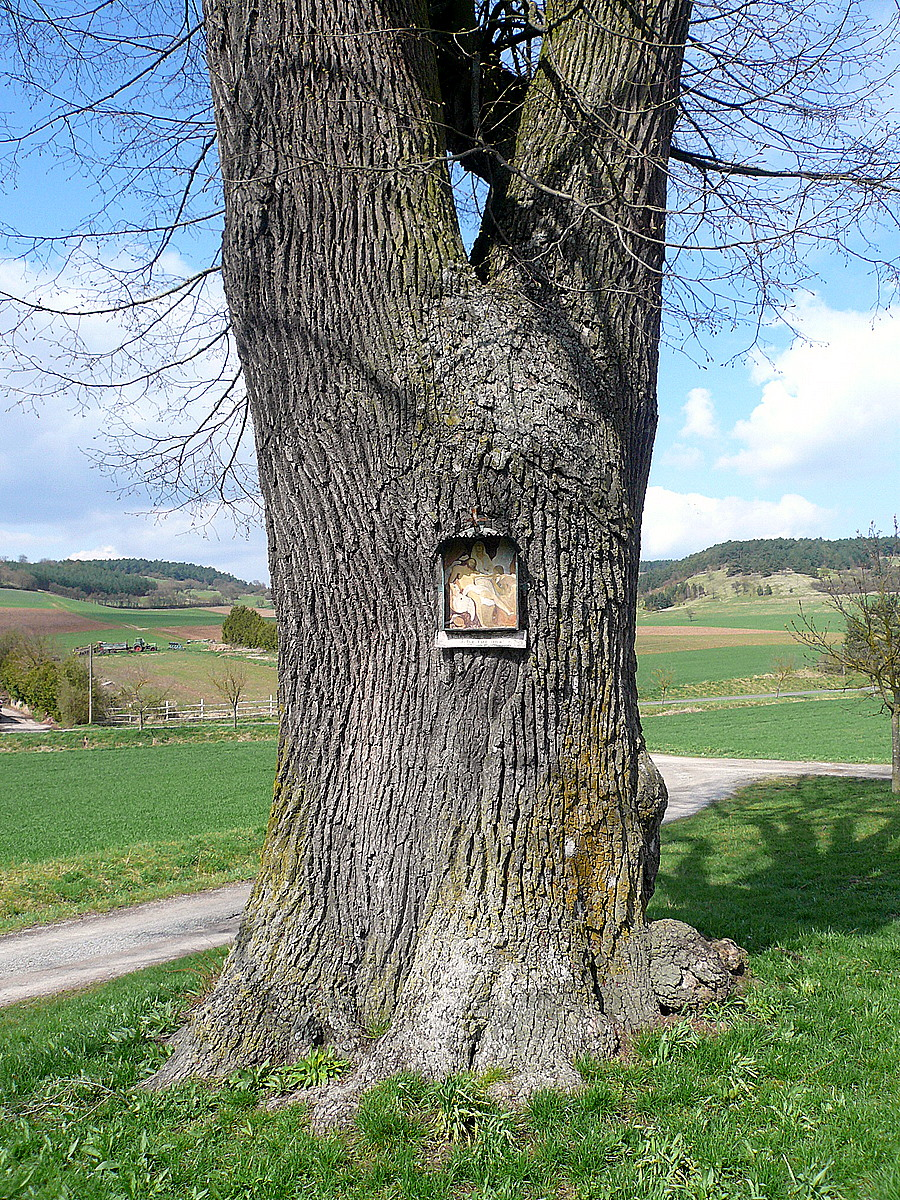
Stammansicht

Die Linde ist seit dem 2. März 1987 als Naturdenkmal bei der Unteren Naturschutzbehörde des Landkreises Bad Kissingen mit der Nummer 672-N/043, der Bezeichnung Linde am Geißlesberg und dem Vermerk Markante Flurlinde gelistet. Das Alter der Linde, die der Gemeinde gehört, wurde im Jahre 1980 mit etwa 250 Jahren angegeben.
Die Linde befindet sich in einem guten Zustand mit nur geringen Anteilen von Totholz in der Krone. Der Stammfuß weist Stockausschläge auf und ist vollholzig. Der Stamm teilt sich in etwa vier Meter Höhe in zwei starke, steil nach oben strebende Achsen. Die starken Äste der Linde werden durch mehrere Stahlseile zusammengehalten. Der Baum hat eine hochgewachsene Krone mit einem Durchmesser von etwa 21 und einer Höhe von 30 Metern. Im Jahr 2011 hatte der Stamm an der Stelle seines geringsten Durchmessers (Taille) einen Umfang von 5,93 und in einem Meter Höhe von 6,48 Metern. Im Jahre 1992 hatte er an der Stelle seines geringsten Durchmessers einen Umfang von 5,62 Metern. Im Jahr 2011 hatte der Stamm auf 1,3 Meter, der Höhe des sogenannten Brusthöhendurchmessers (BHD), einen Umfang von 6,10 Metern.